# 냄비받침
《냄비받침》은 KBS 2TV로 방송된 한국방송공사의 텔레비전 프로그램이며 2017년 6월 6일부터 2017년 9월 5일까지 방영되었는데 편파적 분량 방송 논란에 휩싸이기도 했다.

## 역대 출연자
- 이경규
- 유희열
- 안재욱
- 김희철
- 이용대
- 트와이스

## 시청률
- 닐슨 코리아

| 회차 | 방송 일자       | 게스트                                         | 전국 시청률(증감치) |
| ---- | --------------- | ---------------------------------------------- | ------------------- |
| 1회  | 2017년 6월 6일  | 없음                                           | 2.4%                |
| 2회  | 2017년 6월 13일 | 유승민                                         | 2.5% (+0.1)         |
| 3회  | 2017년 6월 20일 | 유승민, 프리스틴                               | 2.2% (-0.3)         |
| 4회  | 2017년 6월 27일 | 유승민, 심상정                                 | 3.6% (+1.4)         |
| 5회  | 2017년 7월 4일  | 소유진, 백종원, 김태균, 허구연, 김응룡, 선동렬 | 2.1% (-1.5)         |
| 6회  | 2017년 7월 11일 | 안희정, 소유진, 백종원, 백지영, 우주소녀       | 2.5% (+0.4)         |
| 7회  | 2017년 7월 18일 | 추미애, 김흥국, 조세호                         | 2.3% (-0.2)         |
| 8회  | 2017년 7월 25일 | 홍준표, 김흥국, 조세호                         | 3.4% (+1.1)         |
| 9회  | 2017년 8월 1일  | 나경원, 손혜원                                 | 2.8% (-0.6)         |
| 10회 | 2017년 8월 8일  | 박원순, 김신영, 홍진영                         | 2.3% (-0.5)         |
| 11회 | 2017년 8월 22일 | 이혜훈, 노회찬, 송은이, 김생민                 | 1.8% (-0.5)         |
| 12회 | 2017년 8월 29일 | 정세균, 차태현, 홍경민                         | 2.3% (+0.5)         |
| 13회 | 2017년 9월 5일  | 없음                                           | 1.5% (-0.8)         |

## 결방 사유 및 편성 변경
- 2017년 8월 15일 : 뮤직뱅크 월드 투어 싱가포르 특집 녹화 방송 관계로 방송 일정이 1주일 순연되었다.